# هجوم سحابة النارجيلة
هجوم سحابة النارجيلة أو هجوم بونج كلاود هو افتتاح شطرنج غير اعتيادي يبدأ بالحركات التالية:
1. e4 e5
2. Ke2
كما يطلق هذا الاسم احيانا على اي افتتاحية يتحرك فيها الملك بشكل غير سليم، سميت على اسم بونج (الشيشة)، وهو جهاز يستخدم لتسهيل استهلاك الحشيش.

## الوصف
هذه الافتتاحية ليست أكثر من دعابة؛ لأنها تتعارض مع المبادئ الأساسية للافتتاح، حيث يقطع الملك الأبيض طريق الفيل والوزير، ويصبح الملك عرضة للخطر، ويسبب تأخرا في نشر القطع، كما أنه سيفقد القدرة على التبييت.
الاسم «بونج كلاود» أطلقه أحد أعضاء موقع شطرنج.كوم.

## على المستوى العالي
استخدمه الأستاذ الكبير هيكارو ناكامورا في مباريات الشطرنج الخاطف عبر الإنترنت، وفي عام 2018، لعبه ناكامورا ثلاث مرات ضد ليفون أرونيان خلال بطولة الشطرنج السريع على شطرنج.كوم ( The Chess.com Speed Chess ) ، ولقد فاز بإحدى المباريات الثلاث، ولعبه ناكامورا ايضا ضد دانييل دوبوف وويسلي سو خلال بطولة الشطرنج السريع لعام 2019 ، وفاز في المباراتين.
في 19 سبتمبر 2020 ، لعبه ناكامورا ضد جيفري شيونغ في الجولة الأخيرة من بطولة سانت لويس السريع والخاطف على الإنترنت وفاز بالمباراة.
بعدها قام الأستاذ الكبير ماغنوس كارلسن بطل العالم في الشطرنج بلعب (بونج كلاود) لكن بشكل مقلوب، حيث لعب c3 و f3 و Qa4 و Qh4 و Kd1 و Qe1 ، حيث قام بتبديل مواقع الملك و الوزير، وكأنه بيت باستعمال الوزير لا القلعة، والتي تستغرق 6 حركات لأداءها وتعطي أفضلية انتشار للخصم. حيث فاز به على ويسلي سو في دورة 2020 الخاطفة حيث لعب 1.f3 (انظر افتتاحية بارنز ) ثم 2.Kf2 وقد تمت الإشارة إليه خطأً باسم (بونج كلاود).
في 15 مارس 2021 ، لعبه كارلسن باللون الأبيض في مباراة ضد ناكامورا في بطولة ماغنوس كارلسن الدعوية، في المقابل لعبه ناكامورا أيضا وعكسه ليفتتح بـKe7، مما أدى إلى وضع (بونج كلاود) مزدوج. وانتهت المبارة بالتعادل بعد أن كرر اللاعبان النقلات مباشرة.
1. ↑  "Weird Chess Openings". Chessentials (بالإنجليزية الأمريكية). 28 Mar 2019. Archived from the original on 2021-03-15. Retrieved 2021-03-15.
2. ↑  Mistreaver (28 مارس 2019). "Weird Chess Openings". Chessentials. مؤرشف من الأصل في 2021-03-15. اطلع عليه بتاريخ 2020-09-01.
3. ↑  Copeland (SamCopeland), Sam. "Nakamura Beats Aronian In Speed Chess, Loses In Bullet". Chess.com (بالإنجليزية الأمريكية). Archived from the original on 2020-12-03. Retrieved 2021-03-15.
4. ↑  "Nakamura, Hikaru vs. Xiong, Jeffery | St. Louis Rapid & Blitz 2020". chess24.com (بالإنجليزية). Archived from the original on 2021-01-17. Retrieved 2021-03-15.
5. ↑  Doggers (PeterDoggers), Peter. "Hikaru Nakamura Wins 2019 Speed Chess Championship". Chess.com (بالإنجليزية الأمريكية). Archived from the original on 2020-11-11. Retrieved 2021-03-15.
6. ↑  Steincamp (IsaacSteincamp), Isaac. "Nakamura Routs Dobrov In Speed Chess Championship". Chess.com (بالإنجليزية الأمريكية). Archived from the original on 2020-10-09. Retrieved 2021-03-15.
7. ↑  "Chess: Carlsen wins with 1 f3 as Play Magnus raises $42m in Oslo listing". the Guardian (بالإنجليزية). 2 Oct 2020. Archived from the original on 2021-02-02. Retrieved 2021-03-15.
8. ↑  "Carlsen, Magnus vs. Nakamura, Hikaru | Magnus Carlsen Invitational | Prelims 2021". chess24.com (بالإنجليزية). Archived from the original on 2021-03-15. Retrieved 2021-03-15.